# Od początku I
Od początku I – 6-płytowy album Czesława Niemena wydany w roku 2002. Jego kontynuacją jest zestaw „Od początku II”.
Box set uzyskał status złotej płyty.
Albumy wchodzące w skład zestawu „Od początku I”:
- Sen o Warszawie
- Dziwny jest ten świat
- Sukces
- Czy mnie jeszcze pamiętasz?
- Enigmatic
- Człowiek jam niewdzięczny